# Laan op Zuid

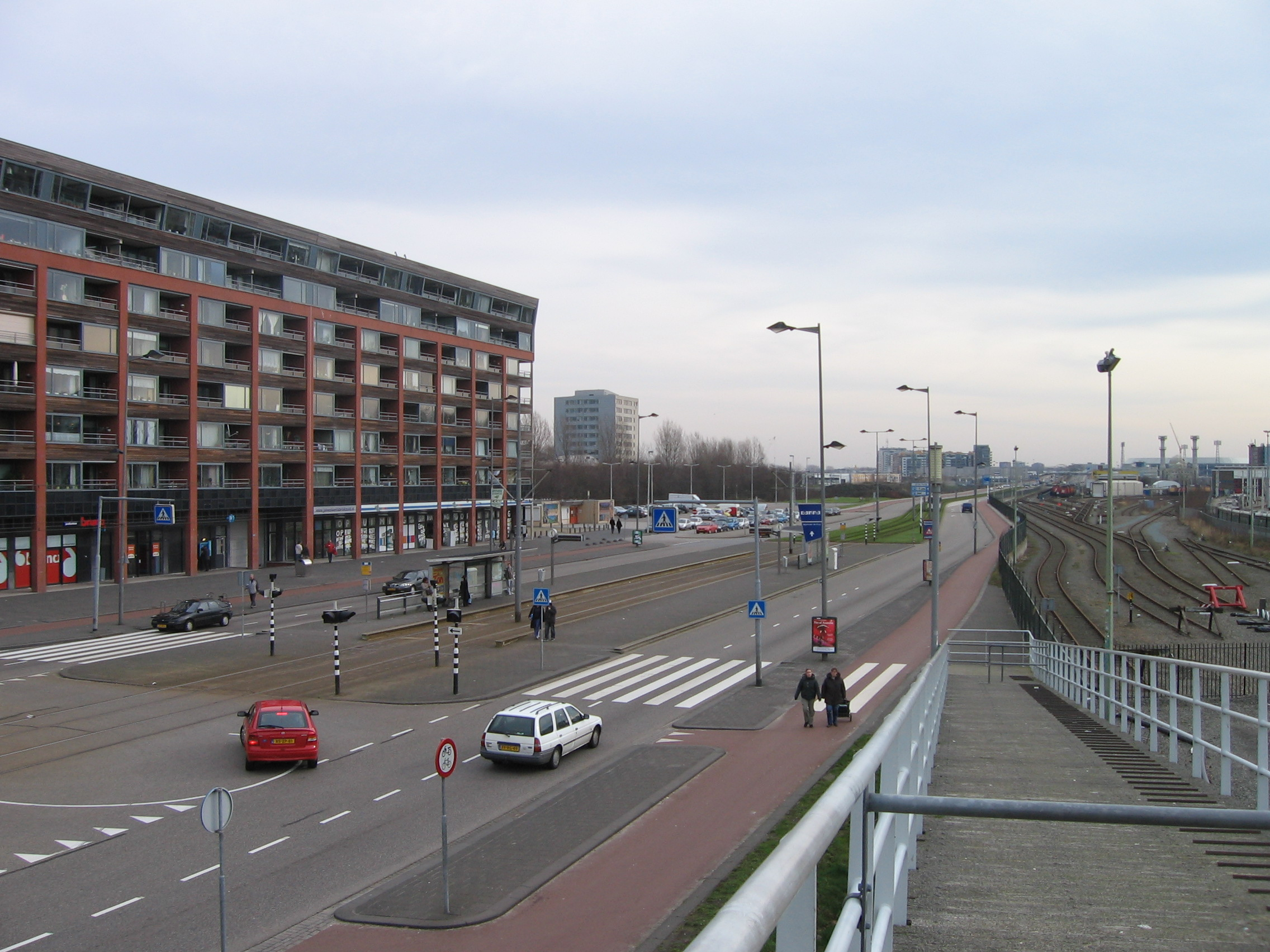
De Laan op Zuid en de voormalige RET-remise Hilledijk

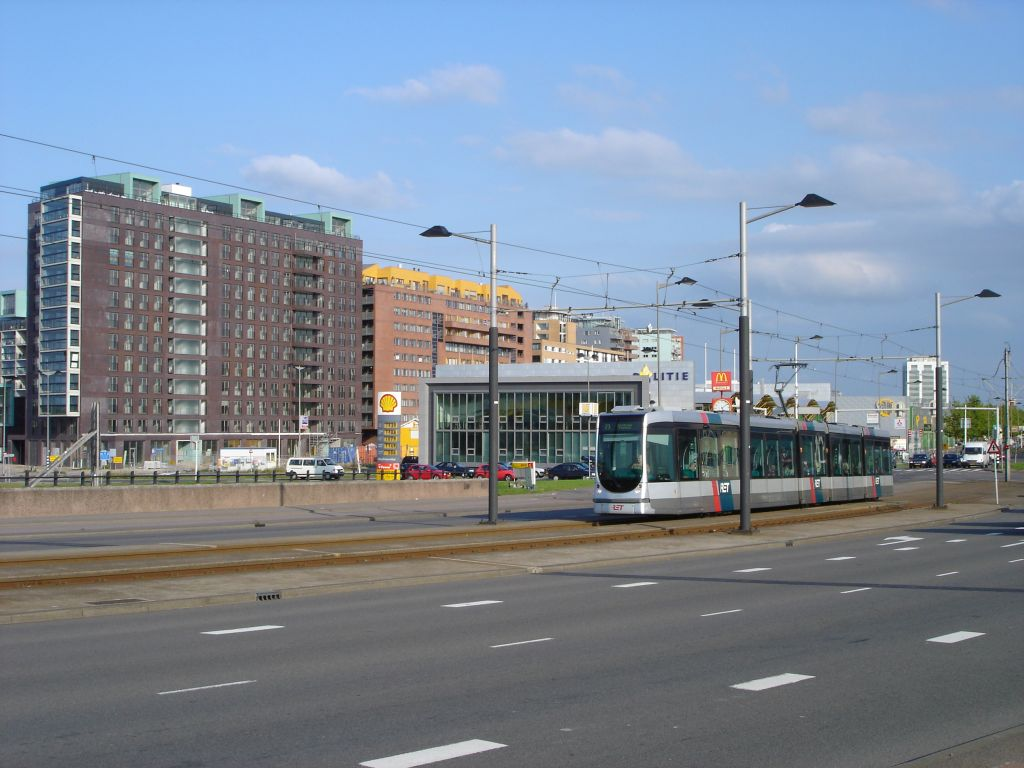
De Laan op Zuid nabij de Varkenoordsebrug

De Laan op Zuid is een circa 2,5 km lange laan in de Rotterdamse stadsdeel Feijenoord.

## Beschrijving
De laan start bij het Wilhelminaplein en eindigt bij de 2e Rosestraat. De Laan op Zuid maakt onderdeel uit het stedenbouwkundig plan voor de Kop van Zuid en is in de jaren negentig aangelegd op de plaats van het vroegere NS-emplacement langs de Spoorweghaven.

## Geschiedenis
Voordat de laan Laan op Zuid heette, was deze Laan van Overmaas genaamd. Op 5 augustus 1994 besloot men de straat voortaan de Laan op Zuid te noemen. Langs de laan lag de Remise Hilledijk van vervoersbedrijf RET, waar van 1968 tot de sloop in 2011 trams en metrostellen werden gestald.

## Bijzondere gebouwen
- Essalammoskee
- Rechtbank Rotterdam
- Wilhelminahof waarin het Belastingkantoor

## Openbaar vervoer
Op de Laan op Zuid rijdt de tram; de laan kent geen metro. RET buslijn 66 kruist de Laan op Zuid. Door de straat zelf rijden geen bussen. Over de Laan op Zuid rijden de gewone tramlijnen 3 en 5 en de bijzondere tramlijn 12. De trams hebben op de Laan op Zuid vrij baan.
Afrikaanderplein ·
Atjehstraat ·
Beijerlandselaan ·
Brede Hilledijk ·
Brielselaan ·
Boulevard Zuid ·
Charloisse Lagedijk ·
Coen Moulijnweg ·
Dordtselaan ·
Dordtsestraatweg ·
Dorpsweg ·
Goereesestraat ·
Groene Hilledijk ·
Groene Kruisweg ·
Grondherendijk ·
Katendrechtse Lagedijk ·
Kerkwervesingel ·
Kromme Zandweg ·
Laan op Zuid ·
Lange Hilleweg · 
Maastunnelplein ·
Mijnsherenlaan ·
Oldegaarde ·
Oranjeboomstraat ·
Pendrechtseweg ·
Plein 1953 ·
Pleinweg ·
Pretorialaan ·
Prins Hendrikkade ·
Riederlaan · 
Rosestraat ·
2e Rosestraat .
Slinge ·
Smeetlandsedijk · 
Stadionweg ·
Stieltjesplein ·
Stieltjesstraat ·
Strevelsweg ·
Vaanweg ·
Veerlaan ·
Vondelingenweg ·
Wilhelminakade ·
Wilhelminaplein ·
Zuiderpark ·
Zuiderparkweg ·
Zuidplein